# Gala (Schweden)
Gala ist eine Ortschaft in der Gemeinde Örnsköldsvik in der schwedischen Provinz Västernorrlands län beziehungsweise der historischen Provinz Ångermanland, zirka 20 Kilometer nordwestlich von Örnsköldsvik. Die Ortschaft liegt am rechten Ufer des Moälven kurz vor dessen Ausfluss in die Happstafjärden, an der Straße (Länsväg 348) zwischen den Tätorten Moliden und Billsta.

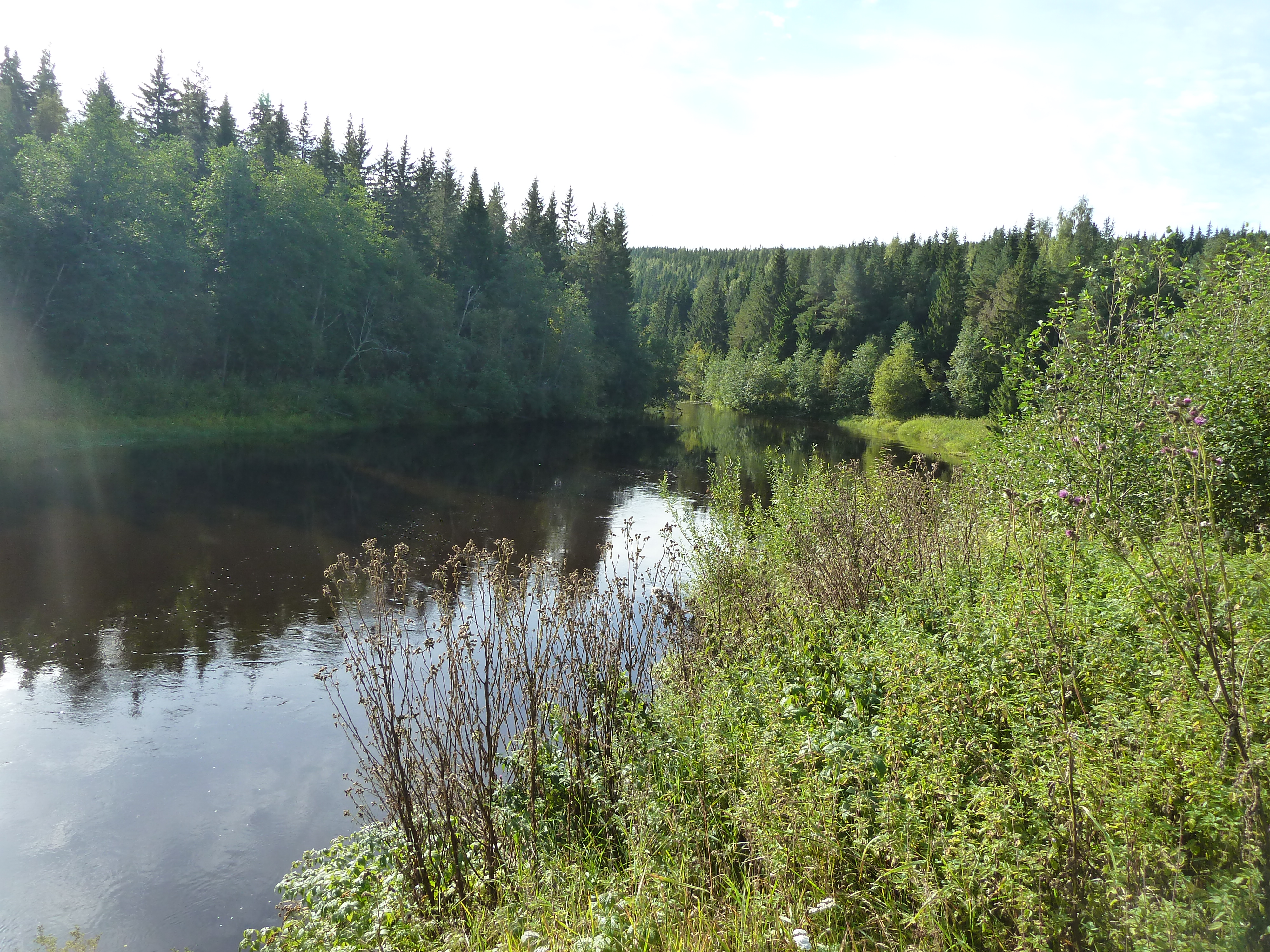
Lage von Galastan

In Gala liegt Galastan, ein alter Handelsplatz. Bis hier, einen Kilometer flussaufwärts der Happstafjärden, fuhren früher die Segelschiffe und später Dampfer mit Passagieren und Fisch. Es gab seit dem sechzehnten Jahrhundert viele Sägewerke am Moälven und einen regen Verkehr von Schleppern, die Baumstämme zu den verschiedenen Sägewerken schleppten und nach der Bearbeitung zur Verschiffung nach Domsjö.